# Aleksandr Krupoder
Aleksandr Gennadyevich Krupoder (tiếng Nga: Александр Геннадьевич Круподер; sinh ngày 20 tháng 1 năm 1992) là một cầu thủ bóng đá người Nga. Anh thi đấu cho FC Veles Moskva.